# Вилорогови
Вилорогови или Вилороги антилопи (Antilocapridae) е семейство бозайници от разред Чифтокопитни (Artiodactyla).
То включва само един съвременен вид – вилорогата антилопа (Antilocapra americana), но са известни фосили на десетки други видове. Вилороговите са част от подразред Преживни (Ruminantia), с останалите представители на които имат много сходства, като най-близките им родственици са жирафите. Рогата им са подобни на тези на кухорогите, но за разлика от тях те ги сменят всяка година.

## Родове
Семейство Antilocapridae – Вилорогови
- Подсемейство Antilocaprinae
  - Триб Antilocaprini
    - Род Antilocapra – Вилороги антилопи
    - Род †Texoceros

  - Триб †Ilingoceratini
    - Род †Ilingoceros
    - Род †Ottoceros
    - Род †Plioceros
    - Род †Sphenophalos

  - Триб †Proantilocaprini
    - Род †Proantilocapra
    - Род †Osbornoceros

  - Триб †Stockoceratini
    - Род †Capromeryx
    - Род †Ceratomeryx
    - Род †Hayoceros
    - Род †Hexameryx
    - Род †Hexobelomeryx
    - Род †Stockoceros
    - Род †Tetrameryx
- Подсемейство †Merycodontinae
  - Род †Cosoryx
  - Род †Meryceros
  - Род †Merycodus
  - Род †Paracosoryx
  - Род †Ramoceros
  - Род †Submeryceros